# جوزيف جرودزيتش
جوزيف جرودزيتش (بالبولندية: Józef Grudzień)‏ (1 أبريل 1939 – 17 يونيو 2017) هو ملاكم بولندي راحل، مثّل بلاده في الألعاب الأولمبية الصيفية في دورتي 1964 و1968.

## روابط خارجية
جوزيف جرودزيتش على موقع اللجنة الأولمبية الدولية (الإنجليزية)
- جوزيف جرودزيتش على موقع أوليمبيديا (الإنجليزية)
- جوزيف جرودزيتش على موقع اللجنة الأولمبية البولندية (مؤرشف) (البولندية)